# Mildred Pierce (miniserial)
Mildred Pierce – amerykański miniserial telewizyjny z 2011 r. w reżyserii Todda Haynesa. Ekranizacja powieści Jamesa M. Caina pod tym samym tytułem.
W 2011 r. serial nominowany był do nagrody Emmy w 21 kategoriach. Otrzymał dwie: dla najlepszej aktorki pierwszoplanowej w miniserialu lub filmie telewizyjnym (Kate Winslet) i najlepszego aktora drugoplanowego w miniserialu lub filmie telewizyjnym (Guy Pearce).

## Obsada
- Kate Winslet jako Mildred Pierce
- Brían F. O’Byrne jako Bert Pierce
- Morgan Turner jako Veda Pierce (młodsza)
- Evan Rachel Wood jako Veda Pierce (starsza)
- Guy Pearce jako Monty Beragon
- James LeGros jako Wally Burgan
- Mare Winningham jako Ida
- Quinn McColgan jako Ray Pierce
- Melissa Leo jako Lucy Gessler
- Ronald Guttman jako Carlo Treviso